# Urszula Rzewiczok
Urszula Rzewiczok (ur. 16 sierpnia 1957 w Szczyrku) – polska historyczka i muzealniczka, w latach 1985–2020 pracownica Muzeum Historii Katowic. Specjalizuje się głównie w historii Górnego Śląska, a w szczególności Katowic; autorka i współautorka publikacji o tym mieście.

## Życiorys
Ukończyła studia wyższe na Wydziale Nauk Społecznych Uniwersytetu Śląskiego w Katowicach, na kierunku historia w 1983.
Od 1985 pracownik Muzeum Historii Katowic, w Dziale Historii. Autorka publikacji naukowych i popularnonaukowych, dotyczących historii Górnego Śląska. Zajmuje się m.in. historią dzielnic Dąb, Wełnowiec-Józefowiec oraz huty „Baildon”.
Autorka i współautorka wystaw muzealnych, m.in. Dzieje Dębu 1299–1999 (1999), Rada Miejska Katowice (2001), Drodzy nieobecni Tadeusza Kantora (2002). Publikuje artykuły naukowe i popularnonaukowe, m.in. w „Kronice Katowic”.
W 2007 odznaczona Brązowym Krzyżem Zasługi „za zasługi w działalności na rzecz ochrony dziedzictwa narodowego”. W 2018 odznaczona Złotym Medalem za Długoletnią Służbę.

## Wybrane publikacje
- Patronowie katowickich ulic (red.), Katowice 1997
- Dzieje Dębu 1299–1999, Katowice 1999
- Drodzy nieobecni Tadeusza Kantora (współautorstwo), Katowice 2002
- Zarys dziejów Katowic 1299–1990, Katowice 2006
- Huta Baildon i jej twórca, Katowice 2009
- Szkic do dziejów pierwszego gimnazjum w Katowicach (przygot. do druku), Katowice 2011
- Patronowie katowickich ulic i placów (red.), Katowice 2013
- Made in Katowice (współautorstwo z Joanną Popandą), Katowice 2014
- Dąb. Dzieje dzielnicy Katowic, Katowice 2014[6]
- Wełnowiec i Józefowiec. Dzieje dzielnicy Katowic, Katowice 2019[7]
- Administracja powiatu pszczyńskiego w okresie międzywojennym, w: „Szkice z dziejów ziemi pszczyńskiej”, tom 1, Katowice–Tychy 2020
- Legalne i nielegalne wydobycie węgla - biedaszyby (w:) Katowice wobec przestępczości i bezprawia na przestrzeni wieków, red. A. Barciak, Katowice 2021